# Premio Palmi
Il Premio Letterario Città di Palmi, meglio noto come Premio Palmi, è un riconoscimento che viene assegnato annualmente dal 1995 ed è organizzato dall'assessorato alla cultura del Comune di Palmi. La manifestazione, una delle principali del suo genere in Calabria, è svolta presso l'auditorium del complesso museale della Casa della Cultura "Leonida Repaci" ed il premio è formato da una palma d'oro realizzata dall'artista Carlo Magazzù.
Il premio prevede cinque sezioni, quattro delle quali intitolate a personaggi della cultura cittadina:
1. Narrativa "Leonida Repaci";
2. Saggistica "Antonio Altomonte";
3. Poesia "Ermelinda Oliva" (sezione istituita dal 2004);
4. Giornalismo "Domenico Zappone";
5. Premio internazionale "I Sud del Mondo";

La giuria tecnica è composta da personalità della cultura locale e nazionale. Tra queste ultime hanno fatto parte della giuria tecnica, o ne fanno parte tuttora, personalità come Alberto Bevilacqua, l'ex presidente RAI Walter Pedullà, il senatore Luigi Lombardi Satriani, il giornalista RAI Nuccio Fava, il pittore Ugo Attardi, e gli scrittori e giornalisti Giulio Ferroni, Alfredo Giuliani, Giuseppe Josca, Raffaele Nigro, e Michele Prisco. Nell'edizione del 2011 alla giuria tecnica venne affiancata una giuria composta da 100 cittadini palmesi.

## Albo d'oro

### Narrativa "Leonida Repaci"
- 1995 (I ed.): Luigi Malerba, Le maschere, Mondadori
- 1996 (II ed.): Renato Minore, Il dominio del cuore, Mondadori
- 1997 (III ed.): Michele Mari, Tu sanguinosa infanzia, Mondadori
- 1998 (IV ed.): Romana Petri, Alle case venie, Marsilio
- 1999 (V ed.): Eraldo Affinati, Uomini pericolosi, Mondadori
- 2000 (VI ed.): Ugo Cornia, Sulla felicità ad oltranza, Sellerio
- 2001 (VII ed.): Ugo Riccarelli, L'angelo di Coppi, Mondadori
- 2002 (VIII ed.): Tommaso Pincio, Un amore, Einaudi
- 2003 (IX ed.): Roberto Alajmo, Cuore di madre, Mondatori
- 2004 (X ed.): Paolo Di Stefano, Tutti contenti, Feltrinelli
- 2005 (XI ed.): Ezio Vendrame, Una vita fuori gioco, Rizzoli
- 2006 (XII ed.): Marcello Fois, Memoria del vuoto, Einaudi
- 2007 (XIII ed.): Corrado Ruggiero, Gennarina, Marsilio
- 2008 (XIV ed.): Giuseppe Occhiato, L'ultima erranza, Iride
- 2009 (XV ed.): Fabio Stassi, La rivincita di Capablanca, Minimum Fax
- 2010 (XVI ed.): Carmine Abate, Vivere per addizione e altri viaggi, Mondadori
- 2011 (XVII ed.): Mimmo Gangemi, La signora di Ellis Island, Einaudi
- 2012 (XVIII ed.): Paola Predicatori, Il mio inverno a Zerolandia, Rizzoli
- 2013 (XIX ed.): Andrea Di Consoli, La collera, Rizzoli
- 2014 (XX ed.): Domenico Dara, Breve trattato sulle coincidenze, Nutrimenti
- 2015 (XXI ed.): Giuseppe Lupo, L'albero delle stanze, Marsilio
- 2016 (XXII ed.): Delia Nicotra Costa, Lampi di luce dalla porta del passato, Laruffa
- 2017 (XXIII ed.): Wanda Marasco, La compagnia delle anime finte, Neri Pozza
- 2020 (XXIV ed.): Alessandro Zaccuri, Nel nome, NNeditore

### Saggistica "Antonio Altomonte"
- 1995 (I ed.): Marino Niola, Sui palchi delle stelle, Meltemi
- 1996 (II ed.): Giorgio Agamben, Homo Sacer, Einaudi
- 1997 (III ed.): Matteo Collura, Il maestro di Regalpetra, Longanesi
- 1998 (IV ed.): Marina Minghelli, Santa Marina la travestita, Sellerio
- 1999 (V ed.): Adriano Ossicini, Un'isola sul Tevere, Editori Riuniti
- 2000 (VI ed.): Saverio Ricci, Giordano Bruno, Salerno
- 2001 (VII ed.): Luigi Zoja, Il gesto di Ettore, Bollati-Boringhieri
- 2002 (VIII ed.): Vanna Gazzola Stacchini, Come in un giudizio, Donzelli
- 2003 (IX ed.): Gaetano Quagliariello, De Gaulle e il gollismo, Il Mulino
- 2004 (X ed.): Guido Crainz, Il paese mancato, Donzelli
- 2005 (XI ed.): Giorgio Boatti, La terra trema, Mondadori
- 2006 (XII ed.): Giovanna Marini, Una mattina mi son svegliata, Rizzoli
- 2007 (XIII ed.): Marco Vozza, A debita distanza, Diabasis
- 2008 (XIV ed.): Andrea Simi, Andres, Vallecchi
- 2009 (XV ed.): Luigi Ambrosi, La rivolta di Reggio, Rubbettino
- 2010 (XVI ed.): Melania Mazzucco, Jacomo Tintoretto, Rizzoli
- 2011 (XVII ed.): Simone Misiani, Manlio Rossi - Doria, Rubbettino
- 2012 (XVIII ed.): Daria Galateria, Scritti galeotti, Sellerio editore
- 2013 (XIX ed.): Errico Buonanno, La sindrome di Nerone, Rizzoli
- 2014 (XX ed.): Franco Lo Piparo, Il professor Gramsci e Wittgeinstein, Donzelli
- 2015 (XXI ed.): Vittorio Sgarbi, Dal cielo alla terra, Bompiani
- 2016 (XXII ed.): Chiara Ortuso, Vuoti d'aria. Sulle cime del pensiero, Calabria Letteraria
- 2017 (XXIII ed.): non assegnato
- 2020 (XXIV ed.): non assegnato

### Poesia "Ermelinda Oliva"
Sezione istituita nel 2004.
- 2004 (X ed.): Maurizio Cucchi, Per un secondo o un secolo, Mondadori
- 2005 (XI ed.): Giuseppe Bonaviri, I cavalli lunari, Scheiwiller
- 2006 (XII ed.): Elio Pagliarani, Tutte le poesie, Garzanti
- 2007 (XIII ed.): Valerio Magrelli, Disturbi del sistema binario, Einaudi
- 2008 (XIV ed.): Paolo Ruffilli, Le stanze del cielo, Marsilio
- 2009 (XV ed.): Fernando Bandini, Dietro i cancelli e altrove, Garzanti
- 2010 (XVI ed.): Francesco Serrao, Lungo il mar Tirreno, Laruffa
- 2011 (XVII ed.): Carlo Carabba, Canti dell'abbandono, Mondadori
- 2012 (XVIII ed.): Luca Archibugi, Il dileguante, Nino Aragno
- 2013 (XIX ed.): non assegnato
- 2014 (XX ed.): non assegnato
- 2015 (XXI ed.): non assegnato
- 2016 (XXII ed.): non assegnato
- 2017 (XXIII ed.): non assegnato
- 2020 (XXIV ed.): non assegnato

### Giornalismo "Domenico Zappone"
- 1995 (I ed.): Antonio Delfino, Amo L'Aspromonte, Progetto 2000
- 1996 (II ed.): Gian Antonio Stella, Schei, Baldini & Castoldi
- 1997 (III ed.): Demetrio Volcic, Est. Andata e ritorni nei Paesi ex comunisti, Mondadori
- 1998 (IV ed.): Francesco Merlo, Corriere della Sera
- 1999 (V ed.): Valentino Parlato, il manifesto
- 2000 (VI ed.): Natalia Aspesi
- 2001 (VII ed.): Paolo Mieli, Storia e Politica, Rizzoli
- 2002 (VIII ed.): Giuliano Zincone, Corriere della Sera
- 2003 (IX ed.): Vincenzo Gallo, Corriere della Sera — Il Foglio
- 2004 (X ed.): Oscar Giannino, Il Riformista
- 2005 (XI ed.): Stefano Rodotà
- 2006 (XII ed.): Nello Ajello
- 2007 (XIII ed.): Piero Sansonetti, Direttore di Liberazione
- 2008 (XIV ed.): Giulio Anselmi, Direttore della Stampa
- 2009 (XV ed.): Domenico Nunnari
- 2010 (XVI ed.): Gianni Riotta, Direttore del Sole 24 Ore
- 2011 (XVII ed.): Adele Cambria
- 2012 (XVIII ed.): Dario Laruffa
- 2013 (XIX ed.): non assegnato
- 2014 (XX ed.): non assegnato
- 2015 (XXI ed.): non assegnato
- 2016 (XXII ed.): non assegnato
- 2017 (XXIII ed.): non assegnato
- 2020 (XXIV ed.): non assegnato

### Internazionale "I Sud del Mondo"
- 1995 (I ed.): Saverio Strati e Mario Centorrino
- 1996 (II ed.): Gianni Amelio
- 1997 (III ed.): Pedrag Matvejevic
- 1998 (IV ed.): Assia Djgebar
- 1999 (V ed.): Ben Okri
- 2000 (VI ed.): Theo Angelopoulos
- 2001 (VII ed.): Moni Ovadia
- 2002 (VIII ed.): Magdi Allam
- 2003 (IX ed.): Cesare De Florio
- 2004 (X ed.): Aroldo Tieri e Giuliani Lojodice
- 2005 (XI ed.): Raffaele La Capria
- 2006 (XII ed.): Carlo Lizzani
- 2007 (XIII ed.): Vincenzo Consolo
- 2008 (XIV ed.): Matteo Garrone
- 2009 (XV ed.): Krzysztof Zanussi
- 2010 (XVI ed.): Piero Guccione
- 2011 (XVII ed.): Maria Grazia Cucinotta
- 2012 (XVIII ed.): Marco Bellocchio
- 2013 (XIX ed.): Mimmo Locasciulli
- 2014 (XX ed.): Cosimo Damiano Damato e Giovanna Taviani
- 2015 (XXI ed.): Edoardo Winspeare
- 2016 (XXII ed.): Gerardo Sacco
- 2017 (XXIII ed.): Francesco Durante
- 2020 (XXIV ed.): Domenico Lucano